# Campionato di Apertura e Clausura
L'Apertura e la Clausura ((ES)  Torneo de Apertura y Clausura, (PT)  Torneios Apertura e Clausura) sono le due fasi in cui si articola la stagione calcistica di molti campionati sudamericani e centroamericani, tra cui quello messicano, uruguaiano e paraguaiano.
Le federazioni calcistiche di questi paesi hanno diviso i propri campionati in due parti; alcuni considerano le due fasi totalmente distinte e pertanto assegnano due titoli nazionali all'anno, mentre altri fanno contendere un singolo titolo di campione alle due squadre vincenti dei gironi in una finale disputata in gara unica.

## Paesi utilizzanti

### Attuali
| Paese       | Campionato                               | Campione/i | Introduzione |
| ----------- | ---------------------------------------- | ---------- | ------------ |
| Bolivia     | Liga del Fútbol Profesional Boliviano    | Entrambi   | 1991         |
| Cile        | Primera División                         | Entrambi   | 2002         |
| Colombia    | Categoría Primera A                      | Entrambi   | 2002         |
| Costa Rica  | Primera División de Costa Rica           | Entrambi   | 2007         |
| El Salvador | Primera División de Fútbol Profesional   | Entrambi   | 1998         |
| Guatemala   | Liga Nacional de Fútbol                  | Entrambi   | 1999         |
| Haiti       | Ligue Haïtienne                          | Entrambi   | 2007         |
| Honduras    | Liga Nacional de Fútbol de Honduras      | Entrambi   | 1997         |
| Messico     | Primera División de Mexico               | Entrambi   | 1996         |
| Panama      | Liga Panameña de Fútbol                  | Entrambi   | 2001         |
| Paraguay    | División Profesional                     | Entrambi   | 1996         |
| Porto Rico  | Liga Nacional de Fútbol Primera División | Entrambi   | 2010         |
| Uruguay     | Primera División Profesional de Uruguay  | Unico      | 1994         |
| Venezuela   | Primera División                         | Unico      | 1996         |

### Passati
| Paese     | Campionato                    | Campione/i | Periodo   |
| --------- | ----------------------------- | ---------- | --------- |
| Argentina | Primera División              | Entrambi   | 1990–2012 |
| Ecuador   | Primera Categoria Serie A     | Entrambi   | 2005–2006 |
| Nicaragua | Primera División de Nicaragua | Unico      | ????–???? |
| Peru      | Campeonato Descentralizado    | Unico      | 1997–2008 |